# Station Ząbrowo
Station Ząbrowo is een spoorwegstation in de Poolse plaats Ząbrowo.